# Allan Kardec

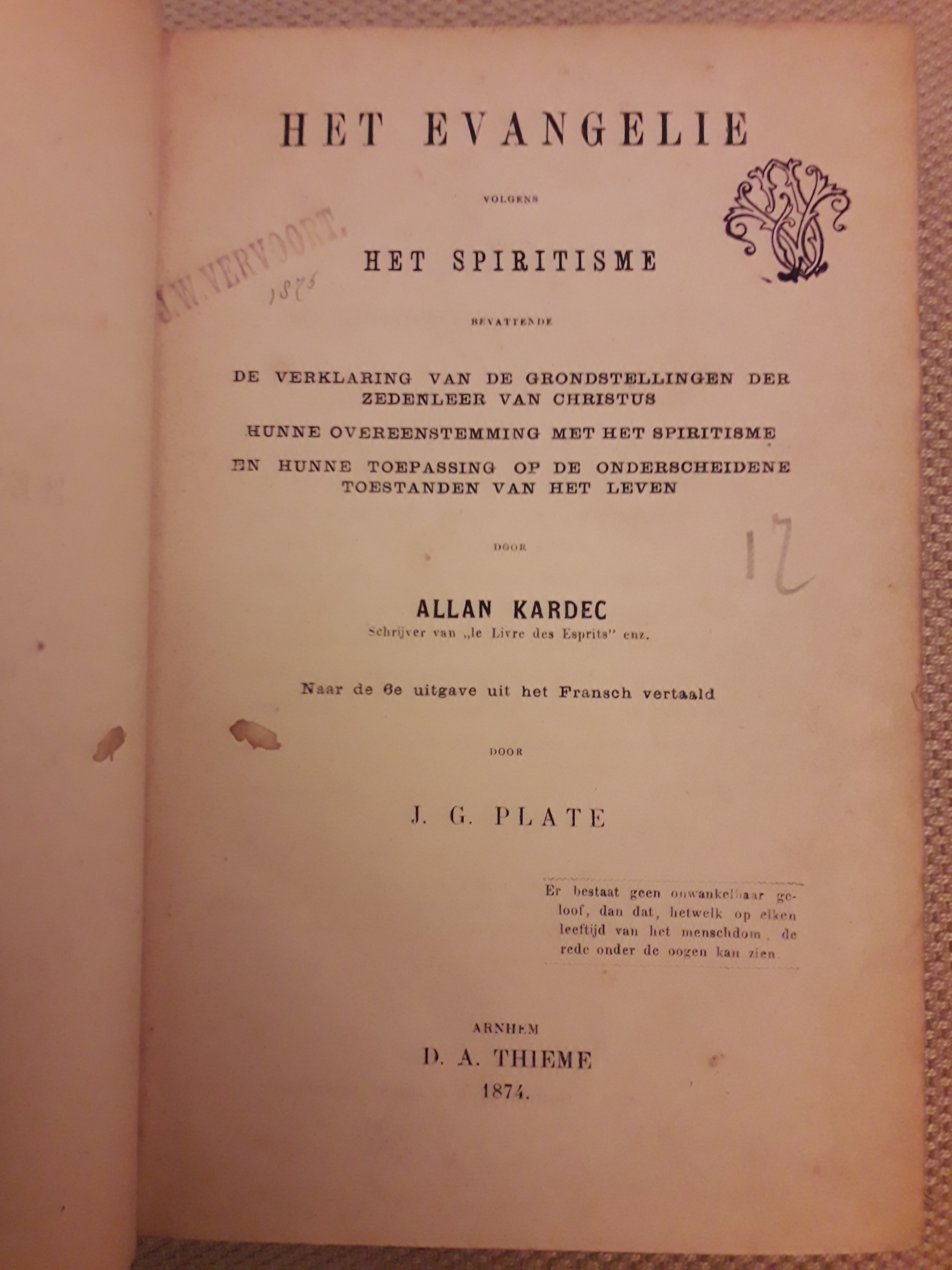
Het Evangelie volgens het Spiritisme door Allan Kardec (Nederlandse uitgave 1874).

Allan Kardec, pseudoniem van Hippolyte Léon Denisart Rivail, (Lyon, 3 oktober 1804 – Parijs, 1869) was een Frans pedagoog.
Kardec studeerde aan het instituut van de beroemde professor Pestalozzi in Yverdon, in Zwitserland. Al vroeg blonk hij uit als een van Pestalozzi's beste leerlingen en zou hij later, als diens intelligente en toegewijde medewerker, een grote invloed op het onderwijs in Frankrijk verwerven. Naast het Frans sprak hij ook Engels, Duits en Nederlands.
Na het beëindigen van zijn studies in Yverdon verhuisde hij naar Parijs, waar hij zowel in de letteren als in de wetenschap een gewaardeerd leermeester werd. Hij onderscheidde zich als pedagoog en verspreider van de leermethode van Pestallozzi. Hij werd lid van verscheidene wetenschappelijke sociëteiten.
In 1854 hoorde hij voor de eerste keer praten over de draaiende tafels, een populair vermaak van de hogere Franse kringen.
In het begin toonde hij zich sceptisch, maar toen hij begon met het waarnemen van mediamieke fenomenen van fysieke en intellectuele aard, constateerde hij dat er een objectieve werkelijkheid achter de spirituele gebeurtenissen stak, waarvan hij de oorzaak zou achterhalen volgens een nauwgezet en kritisch wetenschappelijk karakter, volgens de methodologische middelen van zijn tijd.
Gedurende vijftien jaar deed hij zijn uiterste best voor het objectieve onderzoek van de verschillende manifestaties die werden gedaan door verschillende mediums in omstandigheden die rigoureus werden gecontroleerd en kritisch geanalyseerd.
Zich baserend op het wetenschappelijk principe dat zegt dat er geen effect is zonder oorzaak, ging hij de feiten observeren en analyseren met een vrije geest en organiseerde hij nuchter de informaties en lessen verkregen door verschillende mediums.
Kardec heeft zijn spiritistische leer beschreven in Het Boek der Geesten (1857), Het Boek der Mediums (1861), Het Evangelie volgens het Spiritisme (1863), Hemel en Hel (1865), en Genesis volgens het Spiritisme (1868). Volgens Kardec is het spiritisme een 'wetenschap' betreffende de natuur, de oorsprong en de bestemming van de geesten, alsmede hun relaties met de lichamelijke wereld. Het spiritisme zou nog brengen wat Jezus heeft gezegd met betrekking tot de beloofde Vertrooster: de kennis der zaken, zodat de mens weet waar hij vandaan komt, waarheen hij gaat en waarom hij op Aarde is; de spiritistische leer maakt dat we ons aangetrokken voelen tot de ware principes van Gods wet en brengt ons troost door middel van geloof en hoop.
Het spiritisme van Kardec wordt ook wel 'Kardecisme' genoemd.
Het graf van Kardec op de begraafplaats Père-LaChaise in Parijs wordt nog steeds druk bezocht.

## Boeken
- Het Boek der Geesten (1857), Het Boek der Geesten, download ,
- Het Boek der Mediums (1861), Het Boek der Mediums, download
- Het Evangelie volgens het Spiritisme (1863), Het Evangelie volgens het Spiritisme, download
- Hemel en Hel (1865), Hemel en Hel, download
- Genesis volgens het Spiritisme (1868), Genesis volgens het Spiritisme, download

- Bibsys: 98028745
- Biblioteca Nacional de Chile: 000182091
- Biblioteca Nacional de España: XX905284
- Bibliothèque nationale de France: cb118884758 (data)
- Catàleg d'autoritats de noms i títols de Catalunya: 981058516373906706
- Gemeinsame Normdatei: 119440997
- International Standard Name Identifier: 0000 0000 8405 3900
- Library of Congress Control Number: n80046203
- Nationale Bibliotheek van Letland: 000017761
- Bibliotheek van het Japanse parlement: 00867666
- Nationale Bibliotheek van Tsjechië: jn19981001606
- Nationale bibliotheek van Australië: 35125991
- Nationale Bibliotheek van Israël: 987007263788005171
- Nationale Bibliotheek van Polen: a0000002303241
- Nederlandse Thesaurus van Auteursnamen: 237421372
- Istituto Centrale per il Catalogo Unico: CFIV002544
- LIBRIS: 228435
- Système universitaire de documentation: 026682281
- Trove: 834109
- Virtual International Authority File: 107535484
- WorldCat: E39PBJvmKjyvCqVtfHXGjM9VYP